# 황영시
황영시(黃永時, 1926년 11월 6일~2022년 4월 23일)는 대한민국의 군인, 정치인이다. 제24대 육군참모총장, 제11·12대 감사원장을 지냈다.
1926년 11월 6일 경상북도 영주군 안정면에서 황분현의 5남 중 막내로 태어났다. 1945년 안정국민학교 용산분교 교사로 재직했다. 1950년 육군사관학교 10기로 입학했다. 1951년 임관해 수도경비사령부 참모장, 주월한국군사령부 참모장, 육군3사관학교장을 역임했다.
1979년 1군단장 재임 중 12·12 군사 반란에 가담한 직후 육군참모차장이 되었고, 1980년 5·18 광주 민주화 운동의 무력 진압을 지시하였다. 1980년 7월 16일 육군 대장으로 진급하여 제3야전군사령관을 역임하였다. 1981년 육군참모총장에 올랐다. 1984년부터 감사원장을 지냈다. 1989년 민주정의당 중앙상임고문 겸 당무위원 등을 지냈다.
1997년 4월 17일, 12·12 군사 반란과 광주 민주화 운동 유혈 진압과 관련하여 재판에서 징역 8년형을 선고받았으나 같은 해 12월 특별사면 석방되었다.

## 학력
- 1951년 육군사관학교 10기
- 1952년 육군기갑학교 졸업
- 1953년 육군보병학교 졸업
- 1954년 육군고급부관학교 졸업
- 1956년 육군포병학교 졸업
- 1959년 육군대학 졸업
- 1964년 국방대학원 행정학 석사

## 경력
- 육군3사관학교 교장
- 육군 제1군단장
- 육군참모차장
- 제3야전군사령관
- 육군참모총장
- 제11·12대 감사원장

## 트리비아
경기도 양평군 덕평리에 20사단 사단장 시절 대민활동으로 세워준 교량이 있는데, 명칭이 '영시교'이다.

## 황영시를 연기한 배우들

### TV 드라마
- 서동철 《제4공화국》, 1995년 - MBC 문화방송 드라마
- 문회원 《제5공화국》, 2005년 - MBC 문화방송 드라마

### 영화
- 안내상 《서울의 봄》, 2023년[2]

## 같이 보기
- 유학성
- 차규헌
- 정호용
- 전두환
- 하나회